# QRIO
QRIO («Quest for cuRIOsity», изначально назывался Sony Dream Robot или SDR) — разработанный компанией Sony двуногий робот-андроид. Рост робота составляет 58 сантиметров, вес — 8 килограмм. Встроенные 38 сервомоторов наделяют QRIO достаточной свободой движений и хорошей координацией. Например, робот может быстро передвигаться, брать предметы, подниматься по лестнице, танцевать и держать равновесие, стоя на одной ноге.
Робот знает 60000 слов на разных языках мира включая, например: английский, японский, французский, немецкий и другие. Точный список поддерживаемых QRIO языков может различаться в зависимости от версии и спецификаций робота. QRIO умеет распознавать лица, слушаться команд и, как утверждают разработчики, задавать «умные» вопросы в зависимости от ситуации.
За движения и интеллект QRIO отвечают три встроенных компьютера на базе RISC R5000 с 64 Мб оперативной памяти. В качестве операционной системы используется Aperios. Также робот оснащён стереообъективами, семью микрофонами и 36 датчиками движения, семь из которых отвечают за безопасность.
В 2005 году QRIO был внесён в Книгу рекордов Гиннесса как наиболее быстро передвигающийся робот-гуманоид. Он позиционируется как первый двуногий робот, умеющий бегать (под бегом подразумевается возможность перемещения, когда обе ноги робота не соприкасаются с землёй). QRIO умеет бегать со скоростью 23 сантиметра в секунду.
Неизвестно, сколько сейчас существует прототипов QRIO, однако когда-то были замечены 10 роботов, танцующих одновременно. Эта информация была подтверждена представителями Sony 22 января 2006 года в Музее науки в Бостоне. Также представители Sony рассказали о том, что существуют прототипы четвёртого поколения (без третьей камеры на лбу, и с улучшенной координацией движений).
QRIO — это следующий шаг компании Sony в области развлекательных роботов после созданного ей AIBO. На данный момент роботы находятся на стадии тестирования и речи об их продаже пока не идёт.
Внутренней батареи QRIO четвёртого поколения хватает примерно на 1 час непрерывной работы.
В настоящее время разработка QRIO и AIBO приостановлена.
Аналогичный робот ASIMO был разработан компанией Honda.